# Dirty Mind (singolo)
Dirty Mind è un singolo del cantautore statunitense Prince, pubblicato nel 1980 ed estratto dall'album omonimo.
Il brano è stato scritto da Prince e da Matthew Robert Fink aka Doctor Fink, membro dei The Revolution.

## Tracce
- 7"

1. Dirty Mind
2. When We're Dancing Close and Slow